# SMILING3 〜THE BEST OF NORIYUKI MAKIHARA〜
『“SMILING3” 〜THE BEST OF NORIYUKI MAKIHARA〜』（スマイリングスリー・ザ・ベスト・オブ・ノリユキ・マキハラ）は、槇原敬之3枚目のベスト・アルバム。1998年5月10日発売。発売元はワーナーミュージック・ジャパン。

## 解説
1997年発売ベスト・アルバム『“SMILING” 〜THE BEST OF NORIYUKI MAKIHARA〜』（05/10）『“SMILING2” 〜THE BEST OF NORIYUKI MAKIHARA〜』（09/25）と続いたベスト・アルバム“SMILING”シリーズ第3弾で完結編。初回出荷分のみ三方背BOX仕様。イメージ・カラーは緑色。
前々作はシングル、前作はアルバム中心選曲だったが、本作は既発表曲リミックス・リアレンジ・リテイクした別バージョンを主立って収録。歌詞を日本語から英語に大胆にアレンジした楽曲もあり、新作的要素も兼ね備えたエクストラ・ベスト・アルバム。
同年11月26日、全3作のCD-BOX『SMILING BOX 〜THE BEST OF NORIYUKI MAKIHARA〜』が発売。

## 収録曲
作詞・作曲・編曲　槇原敬之（特記以外）
1. CLOSE TO YOU（ENGLISH VERSION）
  - 1stアルバム『君が笑うとき君の胸が痛まないように』（1990/10/25）収録曲を英訳でリメイク。
2. DARLING
  - 5thアルバム『PHARMACY』（1994/10/25）収録曲。
3. くもりガラスの夏('98 NEW VERSION)
  - 3rdアルバム『君は僕の宝物』（1992/06/25）収録曲を再録音。
4. SECRET HEAVEN
  - 作詞　ANDY GOLDMARK
  - 13thシングル（1996/04/10）
5. 80km/hの気持ち('98 NEW VERSION)
  - 1stアルバム『君が笑うとき君の胸が痛まないように』（1990/10/25）収録曲をリミックス。
6. 雷が鳴る前に
  - 3rdアルバム『君は僕の宝物』（1992/06/25）収録曲。
7. COWBOY
  - 作詞: Chris Farren
  - 14thシングル（1996/07/10）
8. 恋はめんどくさい?('98 NEW VERSION)
  - 5thアルバム『PHARMACY』（1994/10/25）収録曲をリミックス。
9. LIMIT'S OF LOVE
  - 作詞　Bruce Gaitsch
  - 6thアルバム『THE DIGITAL COWBOY』（1996/07/27）収録曲。
10. 困っちゃうんだよなぁ。('98 NEW VERSION)
  - 4thアルバム『SELF PORTRAIT』（1993/10/31）収録曲をリミックス。
11. DANCING IN THE RAIN（ENGLISH VERSION）
  - 1stアルバム『君が笑うとき君の胸が痛まないように』（1990/10/25）収録の「RAIN DANCE MUSIC」を英訳で改題してリメイク。
12. HOME WORK
  - 5thアルバム『PHARMACY』（1994/10/25）収録曲。
13. I'M NOT GONNA FALL IN LOVE
  - 作詞　Antonina Armato
  - 6thアルバム『THE DIGITAL COWBOY』（1996/07/27）収録曲。
14. まだ生きてるよ('98 NEW VERSION)
  - 16thシングル「まだ生きてるよ」（1996/11/18）を再録音。
15. PENGUIN
  - 7thアルバム『UNDERWEAR』（1996/10/25）収録曲。

## 演奏
- 槇原敬之
  - Vocal
  - Keyboards (#1.2.3.4.6.7.9.11-15)
- 飯田高広：Synthesizer Operator (#1.2.4.7.9.11.12.13.15)
- 遠藤太郎：Guitar (#1.11)
- 小倉博和
  - Guitar (#2.3.7.12.13.15)
  - Bouzouki (#15)
- オマー・ハキム：Drums (#3.14)
- ウィル・リー：Bass (#3.14)
- Philille Saisse：Piano (#3.14)
- Bashiri Johnson：Percussion (#3.14)
- John Scarpulla：Tenor Sax, Baritone Sax (#3.14)
- John Wheeler：Trombone (#3.14)
- John Allmark, Tony Codric：Trumpet (#3.14)
- 佐橋佳幸：Guitar (#4.14)
- 本間昭光：Piano Solo (#4)
- Greg Lester
  - Acoustic Guitar & Electric Guitar (#5)
  - Guitars (#8)
- Imaani Saleem：Backing Vocals (#5.8.10)
- JMoM
  - Drums (#5)
  - Keyboards (#5.8.10)
  - Vocorder, Drum Programming (#8)
- 辻伸夫：Synthesizer Operator (#6)
- 松下誠：Guitar (#6)
- 浜口茂外也：Percussion (#6)
- Mark Anthoni：Backing Vocals (#8.10)
- Richard Famous：Drum Programming (#8.10)
- 竹上良成：Saxophone (#9)
- 佐々木史郎：Trumpet (#9)
- 佐野聡：Trombone (#9)

## 関連作品
- “SMILING” 〜THE BEST OF NORIYUKI MAKIHARA〜
- “SMILING2” 〜THE BEST OF NORIYUKI MAKIHARA〜
- SMILING BOX 〜THE BEST OF NORIYUKI MAKIHARA〜
- SMILING GOLD 〜THE BEST & BACKING TRACKS〜